# كأس الاتحاد الآسيوي 2008
كأس الاتحاد الآسيوي 2008 هو موسم من كأس الاتحاد الآسيوي. الذي يشرف على تنظيمه الاتحاد الآسيوي لكرة القدم، وفاز فيه نادي المحرق.